# معركة تلمسان (1518)
معركة تلمسان 1518 هي معركة وقعت سنة 1518 م بمدينة تلمسان بين الدولة العثمانية ممثلة بالأخوين عروج وخير الدين بربروس حكام مدينة الجزائر و إقليمها و أبي حمو الثالث سلطان الدولة الزيانية المخلوع من طرف الاتراك مدعوما بالإمبراطورية الإسبانية ممثلة بالحاكم العام لمدينة وهران الماركيز دييغو فرنانديز دي قرطبة. أسفرت هذه المعركة عن عودة أبي حمو إلى عرش تلمسان و الدولة الزيانية و مقتل عروج بربروس و إنهاء الوجود العثماني بتلمسان.

## أسباب المعركة
راسل أهل مدينة تلمسان عروج بربروس سنة 1517 و طلبوا منه القدوم إلى تلمسان لإرجاع السلطان أبي زيان الثالث لعرشه و عزل السلطان أبي حمو الثالث الذي استولى على عرش ابن أخيه و أعلن ولاءه للإسبان بوهران و تعاونه معهم.
انطلق عروج مسرعا إلى تلمسان و انضم إليه في طريقه إليها كثير من أهل المنطقة، و اصطدم بجيش أبي حمو بسهل أغبال، فانتصر عليه عروج و طارده إلى تلمسان، ففرّ هذا الأخير إلى فاس بالمغرب الأقصى، ثم لجأ بحرا إلى الحاكم الإسباني بوهران.
دخل عروج تلمسان منتصرا و أعاد أبا زيان إلى عرشه و رجع إلى الجزائر، ثم ساءت بعد ذلك علاقة أبي زيان مع عروج و جنده الأتراك فقام بإبعادهم عن المدينة. مما أدى بعروج إلى العودة إلى تلمسان و إعدام السلطان أبي زيان الثالث شنقا، و إعلان نفسه حاكما على البلاد.

التحق أبو حمو الثالث بوهران، فأمر الإمبراطور الإسباني كارلوس الخامس حاكم وهران وهو دييغو فرنانديز دي قرطبة (Diego Fernández de Córdoba y Arellano, marqués de Comares) ماركيز قمارش بدعمه بجميع الإمكانات لاسترجاع ملكه و أرسل إلى وهران 10 آلاف جندي من إسبانيا.

## حصار قلعة بني راشد
انطلق أبو حمو على رأس جموع من الأعراب، وقام بمحاصرة قلعة بني راشد، حيث يتموقع إسحاق بربروس شقيق عروج و خير الدين و القائد إسكندر الكورصي (قورصو) مع 600 من جنود الأتراك. في 30 من يناير 1518 وقعت معركة أولى، خسر فيها الأتراك 180 جنديا و بعض أمتعتهم التي لم يستطيعوا إنقاذها و انسحبوا إلى داخل القلعة. عندما أيقن أبو حمو عدم قدرته على اقتحام القلعة نظرا لموقعها الوعر و المحصن، أرسل إلى حاكم وهران دييغو فرنانديز دي قرطبة يطلب المساعدة فأرسل إليه فرقة من 300 جندي بقيادة مارتن دي أرغوت (Martín de Argote).

في 15 من فبراير 1518 قام إسكندر قورصو بالهجوم على المعسكر المعادي بجميع جنوده، لكن الإسبان و حلفاءهم استطاعوا رد هجومهم، فانسحب الأتراك بعد إصابة الكثير منهم بجروح و قد أصيب القائد إسكندر نفسه و توفي بعدها بيومين (17 فبراير 1518) كما أصيب من المعسكر الإسباني القائد (الألغازيل) بايينا (Alguazil Baena) و توفي أيضا.

قرر إسحاق بربروس بعد أن فقد ثلثي جنوده إنهاء القتال و اتفق مع أبي حمو على تسليم قلعة بني راشد و الانسحاب منها بجنوده و أسلحته و عتاده إلى تلمسان. و في طريقه للالتحاق بشقيقه عروج، خالف أبو حمو الاتفاق و كمنت فرقة من جيشه للأتراك و قامت بالقضاء على إسحاق و جنوده.

## أوضاع المنطقة
خلال حصار قلعة بني راشد أعلنت كثير من المدن خروجها عن طاعة الأتراك. و بعد خلاف رئيس الوفد التلمساني الذي توجه إلى مدينة الجزائر لدعوة عروج إلى تلمسان، القائد سيدي الأحمر، مع عروج قام هذا الأخير بنهب داره بتلمسان و حاول قتله ففر إلى مدينة مستغانم و حرّض أهلها على التخلص من الأتراك و الانضمام لأبي حمو، فقاموا بقتل القائد التركي و إرسال جنوده أسرى إلى السلطان بوهران مع عشر رهائن من أبناء حلفاء الأتراك منهم ابن قائد إقليم بني راشد (معسكر) و أبناء بعض الأعيان. كما قام كثير من أعيان تلمسان بالفرار من المدينة و استولوا على مدينة هنين بمساعدة قبائل جبال ترارة المجاورة و قتلوا حراسها من الأتراك و أعلنوا ولاءهم لأبي حمو، كما ثار سكان مدينة تنس و المناطق المجاورة لها على الأتراك و قاموا بطردهم.

## معركة تلمسان
بعد سقوط قلعة بني راشد، توجه أبو حمو بجيشه إلى تلمسان، و قد أنزلت السفن الإسبانية بمرسى هنين عشرة آلاف جندي إسباني انضموا إلى الحامية الإسبانية التي انطلقت من وهران بقيادة مارتن دي أرغوت و التقت الجيوش على مشارف تلمسان. حاصرت القوات المتحالفة المدينة لمدة طويلة قدرتها بعض المصادر بستة أشهر و بعضها ب 26 يوما بعد سقوط قلعة بني راشد. تمكنت القوات الإسبانية بعد القصف المدفعي المتواصل من تحطيم أسوار المدينة و دخولها، فأقيمت المتاريس داخل المدينة و تحولت المعركة إلى قتال شوارع في الأسواق و الطرقات و المنازل. و بعد اجتياح الإسبان للمدينة انسحب عروج مع 500 من جنود الأتراك إلى قلعة المشور و استمروا بالمقاومة. و تذكر بعض الروايات أنه بحلول عيد الفطر طلبت جماعة من المسلمين من الأتراك أداء صلاة العيد في مسجد قلعة المشور فسمحوا لهم بالدخول و كانوا يخفون أسلحنهم تحت ثيابهم لكن الأتراك استطاعوا رد هجومهم و طردهم خارج القلعة. (و قد صادف عيد الفطر (الفاتح من شوال) سنة 924 هـ يوم 16 أكتوبر 1518 م أي حوالي خمسة شهور بعد المعركة). يذكر توفيق المدني أن عروج اخترق صفوف العدو بعد هذه الحادثة متجها للساحل من ناحية الغرب لانتظار سفن المدد من أخيه خير الدين، و يذكر عزيز سامح التر أنه انسحب في ظلام الليل باتجاه الساحل لانتظار سفن الجزائر. و يذكر خير الدين في مذكراته الأحداث بطريقة مختلفة إذ يقول أن عروج تلقى رسولا إسبانيا يعرض عليه تسليم القلعة و الانسحاب فوافق جنود عروج على ذلك. و تذكر المصادر الإسبانية أنه استطاع الفرار ليلا من القلعة و المدينة. تفطن أبو حمو و مارتن دي أرغوت لفرار عروج و جنوده بعد عدة ساعات، وأرسلا قواتهما لتعقبه و انطلقت فرقة إسبانية من 45 جنديا بقيادة الفارس (Alférez) غارسيا فرنانديز دي لا بلازا (Garcia Fernandez de la Plaza) فأدركوا عروج وقد التجأ إلى حظيرة حجرية قديمة في جبل رفقة 30 تركيا ببنادقهم و بعض أنصاره المحليين و قام بتحصينها للدفاع، و قد كانت قوات أبي حمو قد أدركت عروج قبل الإسبان لكنهم تراجعوا عن مهاجمتهم خوفا من نيران البنادق. و قد وقعت المواجهة الأخيرة بجبل بني موسى قرب مدينة وجدة جنوب بني يزناسن و شمال سهل أنكاد قرب وادي وجدة (وادي إيسلي) حوالي 92 كلم غرب تلمسان. اقتحمت الفرقة الإسبانية الموقع و بعد معركة شرسة قتل فيها جميع رفقاء عروج بعد استبساهم في القتال، استطاع غارسيا دي لا بلازا إصابة عروج برمح في صدره فسقط قتيلا في شهر مايو من سنة 1518. قطع دي لا بلازا رأس عروج و أرسله مع ملابسه المزركشة و حزام خصره المطرز بالذهب إلى حاكم وهران الذي قام بإرسالها إلى إسبانيا حيث عرضت رأس عروج في المدن الإسبانية و الأوربية و أرسلت ثيابة إلى كنيسة سان جيروم بقرطبة و صنع منها رجال الدين «شارة بربروس». و تذكر بعض الروايات الشعبية أن جثة عروج نقلت إلى مدينة الجزائر حيث دفن بجوار ضريح سيدي رمضان.

### باللغة العربية
- أحمد توفيق المدني (1965). حرب الثلاثمائة سنة بين الجزائر وإسبانيا (pdf) (ط. الأولى). الجزائر: المؤسسة الوطنية للنشر والتوزيع.
- عزيز سامح التر (1989). الأتراك العثمانيون في إفريقيا الشمالية [(بالتركية: ŞİMALİ AFRİKA'DA TÜRKLER)] (pdf). ترجمة: محمود علي عامر (ط. الأولى). بيروت: دار النهضة العربية.
- مبارك الميلي (1989). تاريخ الجزائر في القديم والحديث (pdf) (ط. الثالثة). بيروت: المؤسسة الوطنية للكتاب، دار الغرب الإسلامي. ج. الجزء الثالث.
- عبد العزيز فيلالي (2002). تلمسان في العهد الزياني (pdf) (ط. الأولى). الجزائر: موفم للنشر و التوزيع.

### بلغاتٍ أجنبيَّة
- Élie de La Primaudaie (1875). "Revue Africaine (Documents inédits sur l'histoire de l'occupation espagnole en Afrique (1504-1574))" (بالفرنسية). Alger: A. Jourdain. No. 19. Archived from the original on 2020-11-16. {{استشهاد بمجلة}}: الاستشهاد ب$1 يطلب |$2= (help)
- Adrien Berbrugger (1860). "Revue Africaine (La mort du fondateur de la régence d'Alger)" (بالفرنسية). Alger: Bastide. No. Année 4 -N 19. Archived from the original on 2020-11-10. {{استشهاد بمجلة}}: الاستشهاد ب$1 يطلب |$2= (help)